# Hasdrubal (Feldherr)
Hasdrubal (punisch ’zrb’l; „Meine Hilfe ist Baal“), war ein karthagischer Feldherr, der zunächst gegen den Numiderkönig Massinissa und im anschließenden Dritten Punischen Krieg gegen die Römer kämpfte.

## Leben
Hasdrubal zog 150 v. Chr. mit 25.000 Mann gegen Massinissa ins Feld. Er brach damit den Friedensvertrag des Zweiten Punischen Krieges, der es Karthago verbot, ohne Genehmigung Roms Krieg zu führen und lieferte damit den Römern den Casus Belli. Im Krieg gegen Massinissa konnte er zunächst einige Vorteile erringen. Dann geriet er jedoch in ungünstiges Terrain, wo er in einer blutigen Schlacht geschlagen und mit seinen restlichen Männern eingeschlossen wurde. Seuchen und Mangel zwangen ihn, auf die von Massinissa diktierten Bedingungen einzugehen. Deshalb in Karthago zum Tod verurteilt, entfloh Hasdrubal.
Inzwischen hatte Rom Karthago den Krieg erklärt, und römische Truppen landeten in Afrika. Karthago erhob sich 149 v. Chr. zum letzten Kampf gegen Rom. Das Todesurteil gegen Hasdrubal wurde aufgehoben, er sammelte ein Heer und unterstützte Karthago im Kampf. Er brachte der römischen Streitmacht unter Konsul Manius Manilius empfindliche Verluste bei.
147 v. Chr. bemächtigte er sich des Oberbefehls Karthagos und übte seine Herrschaft grausam und mit Willkür aus. Vergeblich verteidigte er die Stadt gegen Scipio den Jüngeren. Als Scipio der Jüngere die Stadt eingenommen hatte, ergaben sich das Heer und die Bevölkerung. Hasdrubal flüchtete mit seiner Familie und 900 Gefolgsleuten auf die Burg. Hier leistete er noch einige Zeit Widerstand, flüchtete dann aber heimlich und ließ seine Mitstreiter verlassen zurück. Diese zündeten den Tempel an und verbrannten sich mit dem Gotteshaus. Hasdrubals Frau ermordete vor seinen Augen ihre Kinder und stürzte sich danach, ihn verfluchend, ins Feuer.
Hasdrubal starb als römischer Gefangener in Italien.